# Aegishjalmur

El símbolo de ægishjálmur.

El aegishjalmur o ægishjálmur (nórdico antiguo: ægishjálmr que significa «yelmo de Ægir».) es un símbolo mágico de protección utilizado por los vikingos.
De origen islandés, también se le conoce como hechizo del terror o del temor. Este tipo de símbolos eran usados habitualmente por los guerreros vikingos como signo protector pintado en la frente antes de la batalla, conocido como herkumbl ("signo de guerra"). Dibujado entre los ojos, se le otorgaba la capacidad de hacer invencible al portador y atemorizar a sus enemigos. Aparece en varias sagas nórdicas, donde se le menciona con diversos nombres como semblante del terror o carácter dominante.

## Apariciones literarias

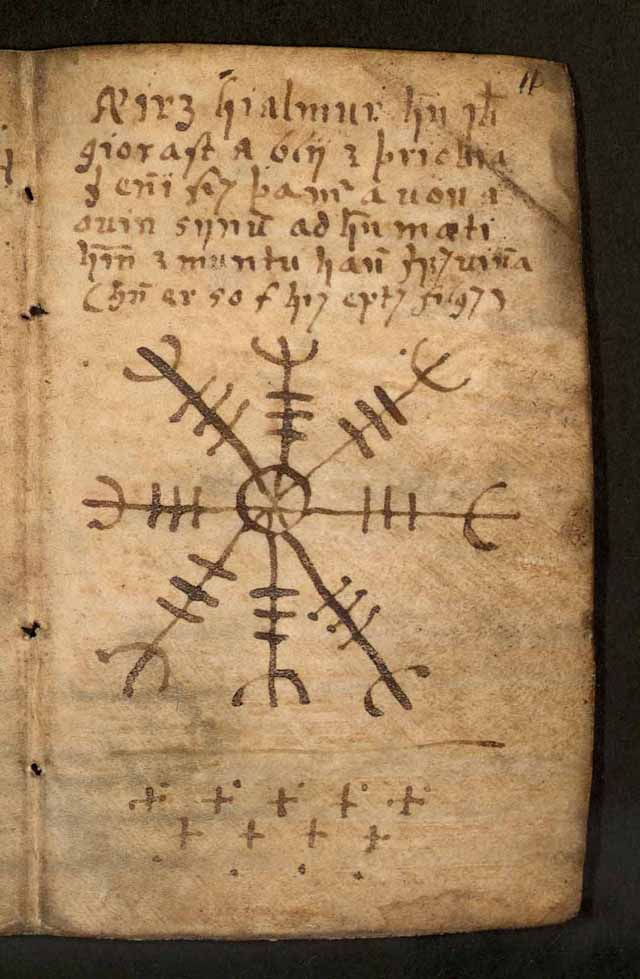
Antiguo grabado de ægishjálmur en el Galdrakver.

Hay constancia escrita en las siguientes sagas nórdicas, donde pueden tener otras interpretaciones relacionadas con la función protectora:
- Saga Eyrbyggja
- Saga de Reykdæla ok Víga-Skútu
- Saga de Njál
- Saga Vatnsdœla

Una de las citas más famosas del aegishjalmur se encuentra en la Saga Volsunga:

Enn mælti Fáfnir: "Ek bar ægishjálm yfir öllu fólki, síðan ek lá á arfi míns bróður, ok svá fnýsta ek eitri alla vega frá mér í brott, at engi þorði at koma í nánd mér, ok engi vápn hræddumst ek, ok aldri fann ek svá margan mann fyrir mér, at ek þættumst eigi miklu sterkari, en allir váru hræddir við mik."
Sigurðr mælti: "Sá ægishjálmr, er þú sagðir frá, gefr fám sigr, því at hverr sá, er með mörgum kemr, má þat finna eitthvert sinn, at engi er einna hvatastr."
Y dijo Fafnir: "Un semblante del terror resistí frente a toda esa gente, tras lo cual medité sobre la herencia de mi hermano, y por todos lados arrojé veneno, de modo que nadie se atreviera a acercarse a mí, y no tenía miedo de arma alguna, ni nunca tuve tantos hombres ante mí, aunque me consideré yo mismo no más fuerte que todos ellos; pero todos los hombres me tuvieron gran miedo”.
Sigurd dijo: "Pocos logran la victoria por el ægishjálmur, para quienquiera que viene entre muchos descubrirá un día que ningún hombre es hasta ahora el más fuerte de todos."
Saga Volsunga, capítulo 18.

## Neopaganismo
El aegishjalmur reaparece en el neopaganismo Ásatrú en forma de tatuaje como hechizo protector. No obstante, no está demostrada la utilización de tatuajes en los pueblos nórdicos previa entrada del Cristianismo aunque no es improbable como lo demuestran los vestigios más antiguos descubiertos como el hombre de Ötzi, o los escritos de historiadores romanos como Tácito y Dion Casio en relación con las tribus germánicas que acosaban al Imperio. Una excepción es el relato de Ahmad ibn Fadlan en el siglo X sobre su encuentro con los Rus' procedentes de Escandinavia, describiendo que los varegos (afamados guerreros de origen vikingo), estaban tatuados «desde las uñas hasta el cuello» y que «su piel cubierta de tatuajes representan árboles», aunque pudo ser una  influencia de las tribus turcomanas; o los maestros de las runas que las sagas nórdicas identifican como vitkar que llevaban tatuado en el pecho hugrúnar (o runas para la memoria y locuacidad).

## Cultura popular
El aegishjalmur es el símbolo oficial del escudo de armas del condado islandés de Strandasýsla.